# Manfreda malinaltenangensis
Manfreda malinaltenangensis är en sparrisväxtart som beskrevs av Eizi Matuda. Manfreda malinaltenangensis ingår i släktet Manfreda och familjen sparrisväxter. Inga underarter finns listade i Catalogue of Life.